# کد مجهول
کد مجهول: قصه‌های ناتمام چند سفر (به فرانسوی: Code inconnu: Récit incomplet de divers voyages) فیلمی است به کارگردانی میشائل هانکه، کارگردان اتریشی که در سال ۲۰۰۰ منتشر شد.

## خلاصه داستان
کد مجهول: قصه‌های ناتمام چند سفر به شیوه‌ای مشابه با ۷۱ جزء از روزشمار یک شانس، داستان‌های موازی‌ای را روایت می‌کند که ظاهراً به یکدیگر بی‌ارتباطند تا این که یک رویداد همه داستان‌ها را به هم پیوند می‌دهد. آن (با بازی ژولیت بینوش) یک هنرپیشه فرانسویست که سعی دارد جای خود را در سینما باز کند، دوست پسرش، ژرژ، خبرنگار جنگ است و به ندرت در فرانسه به سر می‌برد. پدر ژرژ مزرعه‌دار است و برادر کوچکش، ژان، علاقه‌ای به کار مزرعه ندارد. ماریا، زنی رومانیایی‌ست. او پولی را که از راه گدایی به دست می‌آورد برای خانواده‌اش در رومانی می‌فرستد. آمادو، معلم موسیقی ناشنوایان است. پدر آفریقایی‌الاصل آمادو راننده تاکسی‌ست. آمادو خواهر کوچک‌تری هم دارد که ناشنواست و آمادو به همین دلیل آمادو شغل معلمی ناشنوایان را انتخاب کرده است. این داستان‌ها جایی به یکدیگر گره می‌خورند که ژان (برادر شوهر آن) کاغذی را به سمت ماریا که کنار خیابان مشغول گدایی است پرت می‌کند. آماندو در دفاع از زن با ژان درگیر می‌شود. این درگیری پیامدهایی برای همه شخصیت‌های داستان دارد.

## سبک و درونمایه
کد مجهول اولین فیلم فرانسه‌زبان هانکه است. هانکه در این فیلم به مسئله ارتباط، بیگانه‌ستیزی، قربانی‌سازی و بی‌اعتنایی در جامعه مصرف‌گرای امروز می‌پردازد. مانند ویدئوی بنی و بازی‌های مسخره بر خصلت فریبکارانه سینمای داستانی و همدستی تماشاگر در جایگاه چشم‌چرانی تأکید می‌کند؛ به ویژه در صحنه‌ای که ژولیت بینوش رو به دوربین برای نجات جانش التماس می‌کند و بعداً درمی‌یابیم در حال بازی نقشی است. پلان‌های بسیار طولانی، فیدهای آزاردهنده و تدوین به سبک گدار از ویژگی‌های بصری فیلم است.

## جوایز و افتخارات
- نامزد دریافت جایزه نخل طلای فستیوال فیلم کن در سال ۲۰۰۰.[۲]
- نامزد دریافت جایزه قورباغه طلایی کمرایمج برای بهترین فیلم‌برداری (یورگن یورگز)